# George Reeves
George Reeves (5 de gener de 1914 – 16 de juny de 1959) va ser un actor estatunidenc de cinema, teatre i televisió que va aparèixer en importants pel·lícules de finals de la dècada de 1930 a la dècada de 1950 i en una llarga llista de pel·lícules de sèrie B, conegut pel seu paper de Superman en la reeixida sèrie de televisió Adventures of Superman de la dècada de 1950 i per les especulacions referents a les circumstàncies de la seva mort. Va ser una de les primeres figures importants de la aleshores naixent indústria de la televisió als Estats Units.

## Primers anys
Reevers va néixer com George Keefer Brewer a Iowa, fill de Do Brewer i Helen Lescher. El pare de Reeves els va abandonar pocs mesos després del naixement de l'actor i mai el va conèixer. La mare de Reeves, novament casada, amb Frank Bessolo es va mudar amb la seva família a Califòrnia. Bessolo va adoptar a Reeves poc després i el nom del nen va passar a ser George Bessolo. El matrimoni d'Helen Lescher i Frank Bessolo va durar quinze anys. Es van separar durant una absència de Reeves, a qui la seva mare va dir que Bessolo s'havia suïcidat. Segons digués una cosina de l'actor, Catherine Chase, Reeves va ignorar durant molt temps que el seu padrastre estigués viu i que no fos el seu pare natural.
Reeves va començar a actuar i cantar a Pasadena durant la secundària, practicant també boxa amateur fins que la seva mare li va prohibir.
La seva carrera com a actor comença en ser admès en el Pasadena Playhouse, un teatre de llarga trajectòria on Reeves va aconseguir papers prominents i les seves primeres oportunitats com actor protagonista. La seva carrera cinematogràfica va començar amb molt bon peu el 1939, quan va aparèixer com Stuart Tarleton —encara que incorrectament llistat com Brent Tarleton—, un dels pretendents de Vivien Leigh a Allò que el vent s'endugué, un dels films amb més èxit de tots els temps. Era un paper menor, però ell i Fred Crane apareixien a la pel·lícula amb el cabell tenyit de color vermell brillant com els Bessons Tarleton, en les escenes inicials de la pel·lícula. Immediatament va ser contractat per la Warner Bros canviant el seu nom professional a George Reeves, com constava en el seu carnet del sindicat d'actors. El 1940 es va casar amb l'actriu Ellanora Needles, amb qui va viure nou anys.
Malgrat el prometedor inici a Allò que el vent s'enduguè va tenir poca sort a la Warner i durant anys es va mantenir amb papers en pel·lícules de sèrie B a les quals va compartir cartell en dues oportunitats amb Ronald Reagan i en altres tres amb James Cagney. Torrid Zone, The Fighting 69th i La rossa explosiva van ser algunes de les pel·lícules que va protagonitzar en aquella època.
Posteriorment va protagonitzar Lydia al costat de l'actriu Merle Oberon, el qual tot i ser un projecte ambiciós va ser un fracàs de taquilla per la qual cosa va ser alliberat del seu contracte amb la Warner i va començar a treballar amb Twentieth Century Fox. En aquests estudis va participar en diverses pel·lícules de baix pressupost. Va aparèixer en aquest període en cinc westerns de Hopalong Cassidy, un exitós serial fílmico de la dècada de 1940. Finalment el 1942, el director Mark Sandrich el va contractar per interpretar al Tinent John Summers, el paper protagonista del drama de guerra Sota Proudly We Hail!, al costat de Claudette Colbert, la pel·lícula, de la Paramount Pictures va ser un èxit tant per la taquilla com per a la crítica i va guanyar així un gran reconeixement.

## Interrupció de la carrera
El 1943, disset mesos després de l'atac a Pearl Harbor Reeves, qui no tenia fills, va ser enrolat en l'aviació, on va estar fins al final de la II Guerra Mundial. Durant aquest temps, participava en obres organitzades per la milícia amb finalitats propagandístiques, a més de presentar-se a Broadway amb l'obra Winged Victory. Aleshores va mantenir converses amb el director Mark Sandrich per protagonitzar altres projectes, no obstant això, no va arribar mai l'oportunitat ja que el director va morir quan Reeves encara estava en servei. Anys després Reeves encara es lamentava de l'impacte de la mort de Sandrich en la seva carrera.
En finalitzar la guerra, Reeves només va trobar papers en pel·lícules i serials de baix pressupost, com The Adventures of Sir Galahad o a Jungle Jim, on feia de caçador d'or, com contrapunt de Johnny Weissmüller. El 1949, mentre es trobava a New York, interpretant diversos papers menors a la ràdio i la televisió, va aconseguir un paper a la pel·lícula Encobridora del director Fritz Lang.

## Superman

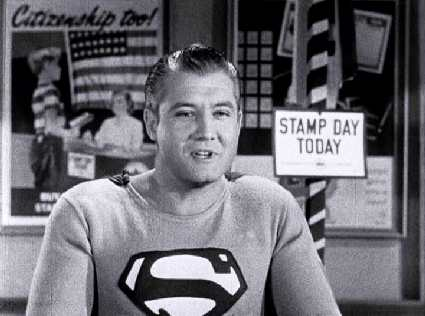
George Reeves com Superman

El 1951, li va ser ofert el paper de Superman per a una sèrie de televisió. Inicialment l'actor no es va mostrar gaire entusiasmat ja que pensava, com a molts actors durant l'inici de la indústria de la televisió, que el mitjà era poc important i que no garantia massa exposició. Finalment va acceptar el treball per un baix salari fins i tot sent la principal estrella. A més, se li pagava només durant les setmanes de producció. Els serials, de mitja hora de durada, eren filmats en horaris atapeïts: almenys dos capítols cada sis dies. Segons diversos comentaris inclosos en els DVD sobre les Aventures de Superman, múltiples guions de diversos episodis es filmaven al mateix temps per aprofitar els sets de filmació. Així, per exemple, totes les escenes a l'oficina de Perry White pertanyents a tres o quatre episodis es rodaven el mateix dia, totes les escenes en diversos "apartaments" es feien consecutivament, i així.
La carrera de George Reeves com a Superman va començar amb el llargmetratge Superman i els homes topo, una producció que havia estat pensada per ser tant una pel·lícula de sèrie B com un pilot per a la sèrie de televisió. Immediatament després d'acabar aquesta breu producció, Reeves i l'equip van començar el rodatge dels primers episodis de la temporada de la sèrie, els enregistraments van durar tretze setmanes durant l'estiu de 1951.
La sèrie no es va transmetre el 1951 per falta d'un patrocinador publicitari, no obstant això en trobar el patrocini de Kellog's, i en iniciar-se la transmissió de la primera temporada el 1952, Reeves es va portar una sorpresa quan es va convertir en una celebritat nacional.
El 1957, la naixent cadena ABC va triar el xou per a difusió nacional, la qual cosa li va donar a Reeves i a la resta de l'elenc encara major exposició i notorietat.
Els membres del repartiment de Superman tenien contractes restrictius que els impedien actuar en altres feines que poguessin interferir amb la sèrie. El calendari de filmació de Superman va ser breu. Es van rodar tretze episodis, filmats a raó de dos cada setmana, set setmanes en un any. Tots els actors, però, estaven lligats a una clàusula de trenta dies, de manera que els productors podien exigir els seus serveis exclusius per a una nova temporada només amb quatre setmanes d'avís. Això va impedir que es poguessin comprometre a llarg termini en altres feines, fossin llargmetratges, obres teatrals, o altres sèries de televisió.
A Reeves no li molestava fer aparicions personals com Superman, ja que així podia guanyar alguns diners més enllà del seu minso salari, i el seu afecte pels seu aficionats més petits era autèntic. Tot i així, els nens sovint punxaven, colpejaven i donaven patades a Reeves per veure si realment era invulnerable. No obstant això, ell feia el paper d'un «model a seguir», amb serietat. Evitava, per exemple, que els nens poguessin veure'l fumant cigarrets, finalment va deixar de fumar per complet, i va procurar viure la seva vida privada molt discretament. No obstant això, en 1951, havia començat una relació sentimental amb Toni Mannix, qui estava casada amb Eddie Mannix, gerent general de la Metre-Goldwyn-Mayer (el matrimoni de Reeves amb Ellanora Needles havia acabat en divorci l'any anterior).
En el documental Look, Up in the Sky: The Amazing Story of Superman, Jack Larson, que interpretava a Jimmy Olsen en la sèrie de televisió, va parlar sobre la primera vegada amb Reeves. Explicava quant havia gaudit de la seva interpretació en Sota Proudly We Hail! i segons Larson, Reeves va dir que si Mark Sandrich, el director de la pel·lícula, no hagués mort, mentre Reeves estava a l'exèrcit durant la Segona Guerra Mundial, aleshores ell mai s'hagués trobat atrapat «en aquest vestit de mico». Larson va afirmar que aquella va ser l'única vegada que va escoltar a Reeves dir alguna cosa negativa sobre ser Superman.
Amb Toni Mannix, Reeves va començar a treballar per recaptar diners per lluitar contra la miastenia gravis i va acabar sent el president nacional de la Myasthenia Gravis Foundation el 1955.
En un altre moment, durant la segona temporada de la sèrie, Reeves va aparèixer en un vídeo per al Departament del Tresor dels EE. UU., Stamp Day for Superman en la qual capturava a uns lladres i deia als nens el per què s'havia d'invertir en segells d'estalvi del govern.
En el transcurs dels 104 episodis, sovint Reeves va demostrar generositat en el comportament amb els seus companys i companyes. Jack Larson recorda que gaudia fent bromes a l'elenc, com es mostra en una escena en el biopic Hollywoodland. Va insistir que la Lois Lane original, Phyllis Coates, gaudís d'igualtat en l'aparició dels crèdits de la primera temporada.<undefined /> També va recolzar obertament a Robert Shayne, qui interpretava a l'Inspector de Policia William "Bill" Henderson, quan Shayne va ser citat per agents del FBI en el set de Superman. L'activisme polític de Shayne en el Screen Actors Guild en la dècada de 1940 havia estat emprat per la seva exesposa com una excusa per etiquetar-ho de comunista, encara que Shayne mai havia estat membre del Partit Comunista. Quan Coates va ser substituïda per Noel Neill, qui havia exercit com Lois Lane en el serial de Superman de Kirk Alyn, Reeves discretament va defensar el seu nerviosisme el primer dia d'enregistraments quan va notar que el director estava sent massa dur amb ella. D'altra banda, jugava alegrement amb l'elenc quan es trobava fora de càmeres, bromejant per veure si podia fer-los trencar la serietat i el fil dramàtic. Segons Jack Larson, prenia fotos amb la seva càmera Minox i lliurava còpies. En tots els sentits, existia una forta companyonia entre els principals actors.
Després de dues temporades, Reeves va expressar el seu descontentament amb la unidimensionalidad del seu paper i els baixos sous. aleshores, als 40 anys d'edat, desitjava deixar el programa i prosseguir amb la seva carrera. Els productors del programa van buscar un altre protagonista, suposadament contactant a Kirk Alyn, l'actor que havia interpretat a Superman en les dues sèries de pel·lícules originals i que inicialment s'havia negat a exercir el paper en la televisió. Alyn suposadament hauria rebutjat de nou el paper.
Reeves va establir la seva pròpia companyia de producció i va concebre una sèrie de televisió d'aventures, Port of Entry, que seria filmada a Hawái i Mèxic, escrivint ell mateix el guió del programa pilot. No obstant això, els productors de Superman li van oferir un augment de sou i va tornar al programa. Li va ser oferta el que per a l'època era una important summa, 5000 dòlars per setmana, però només mentre que el xou estigués en producció (al voltant de vuit setmanes a l'any). Quant a Port of Entry, Reeves mai va ser capaç d'interessar a un productor perquè financés el projecte i el rodatge mai es va efectuar.
El 1957, un llargmetratge amb els personatges de la sèrie de televisió va ser considerat pels productors per a les sales de cinema, el projecte va ser anomenat Superman and the Secret Planet. Es va encarregar el guió a David Chantler, que havia escrit molts dels guions del programa de televisió. En lloc d'això, el 1959, van començar les negociacions per a la renovació de la sèrie, vint-i-sis episodis programats per entrar en producció en la tardor. John Hamilton, qui havia interpretat a Perry White des de l'inici de la sèrie, va morir el 1958; seria substituït per Pierre Watkin, qui havia interpretat el paper en el serial per a cinema de Kirk Alyn.
A mitjans de 1959, es van signar els contractes, els vestits van ser equipats de nou, i els nous escriptors de teleplays assignats. Noel Neill va ser citat dient que l'elenc de Superman estava disposat a fer una nova sèrie del encara popular xou. Presumptament, els productors havien promès a Reeves que el nou programa seria tan seriós i ple d'acció com la temporada de 1957. En el documental Look, Up in the Sky: The Amazing Story of Superman, Neill recorda que Reeves estava entusiasmat per tornar a treballar. Jack Larson, però, li va dir Beaver —biògraf de Reeves— que «el que pensi que una altra temporada de Superman faria feliç a George no coneixia George».
Entre la primera i segona temporades de Superman, Reeves va rebre l'assignació esporàdica de papers actuant en una antologia de programes de televisió i en dues pel·lícules, Forever Female (1953) i The Blue Gardenia (1953) de Fritz Lang. Però per al moment que la sèrie va ser transmesa a nivell nacional, Reeves es va trobar de tal forma associat amb Superman i Clark Kent que li era difícil trobar altres papers.
L'èxit de la sèrie li va donar renom a l'actor i va ser cridat pel repartiment de l'ara clàssic film D'aquí a l'eternitat, però lamentablement les escenes de Reeves van ser eliminades de la pel·lícula. Fred Zinnemann va declarar que totes les escenes escrites per al personatge de Reeves, Maylon Stark, van ser les que apareixen a la pel·lícula, la qual cosa és inexacte doncs és possible apreciar fotografies del rodatge de les escenes de l'actor amb Burt Lancaster, entre d'altres, que no apareixen en el film. Malgrat haver tingut major temps d'exposició que Ernest Borgnine, el seu personatge no va aparèixer en els crèdits de la pel·lícula (en aquesta època els crèdits apareixien generalment al començament i no era encara obligatori que tots els actors apareguessin en els crèdits).
En un intent de mostrar la seva versatilitat, Reeves va cantar al programa de Tony Bennett a l'agost de 1956. A més va tenir una actuació memorable en I Love Lucy (en l'episodi número 165, «Lucy Meets Superman», en 1956), com Superman. L'actor de caràcter Ben Welden, que va actuar amb Reeves en els dies de la Warner Bros i qui era freqüentment estrella convidada a Superman va comentar: «Després del xou I Love Lucy, Superman ja no era un repte per a ell... Sé que gaudia del programa, però solia dir: —Aquí estic, perdent la meva vida». El seu bon amic Bill Walsh, productor a Disney Studios, va donar a Reeves un paper prominent en Westward Ho the Wagons (1956), en la qual Reeves portava barba i bigoti. Va ser la seva última aparició en un llargmetratge.
Reeves, Noel Neill, Natividad Vacio, Gene LeBell, i un trio de músics van sortir de gira amb aparicions públiques des de 1957. L'escenari va ser un xou gegantesc amb molt èxit entre els emocionats nens que anaven a veure al seu heroi en persona, encara que aparentment no va ser de molt profit econòmic per Reeves. La primera meitat del xou era un sketch de Superman en el qual Reeves i Neill actuaven amb LeBell qui interpretava a un vilà anomenat Mr. Kryptonite, que capturava a Lois. Kent aleshores es donava pressa a sortir d'escena i tornar com Superman, venia al rescat i lluitava amb el vilà. La segona meitat de l'espectacle era Reeves fos de vestuari i, com ell mateix, cantant i acompanyant-se amb la guitarra. Vacio i Neill l'acompanyaven en duetos.
Reeves va trencar amb Toni Mannix en 1958, i va anunciar el seu compromís amb Leonore Lemmon. Es queixava als seus amics, columnistes, i la seva mare dels seus problemes financers. Rebia regalies de la sindicació del xou de Superman, però aquests eren poc consistents, especialment pel seu estil de vida. En aquestes circumstàncies, el projecte de reactivació de Superman era aparentment un petit salvavides. Reeves també esperava dirigir una pel·lícula de ciència-ficció de baix pressupost, amb un guió escrit per un amic de l'època a Pasadena, i havia discutit el projecte amb la seva primera Lois Lane, Phyllis Coates, l'any anterior. No obstant això, Reeves i el seu soci no van trobar el finançament i la pel·lícula mai es va realitzar. Hi havia una altra presentació en escena del xou de Superman prevista per a juliol, i una altra gira de presentacions planificada per a Austràlia. Reeves tenia opcions per guanyar-se la vida, però totes involucraven interpretar a Superman de nou.
L'èxit de Superman va aconseguir que a partir de la tercera temporada es gravés en color, convertint-se en una de les primeres sèries gravades a color en la història de la televisió (si bé en la seva època no va arribar a transmetre's en aquest format). En l'última temporada de les Aventures de Superman, Reeves ja guanyava el respectable salari de 2.500 dòlars per capítol. El 1959 Reeves va acceptar el paper per a una nova temporada que mai va arribar a rodar-se.
Jack Larson i Noel Neill recordaven a Reeves com un noble cavaller meridional, tenia un anunci a la porta del seu camerino que deia L'honest George, l'amic del poble. Després d'haver estat nomenat Coronel Honorari durant un viatge publicitari al sud dels Estats Units, va substituir el rètol en la porta del seu camerino per un nou que deia: L'honest George, també conegut com a Coronel Reeves, creat pel departament de utilería del programa. Una foto d'un somrient Reeves amb el cartell de fons apareixia en el llibre de Gary Grossman sobre el xou.

## Mort
Segons l'informe del Departament de Policia de Los Angeles, aproximadament entre la 1.30 i les 2.00 a.m. del 16 de juny de 1959, George Reeves va morir d'una ferida de bala en el cap en el dormitori del pis de dalt de la seva casa en Benedict Canyon. Tenia 45 anys d'edat.
La policia va arribar en menys d'una hora, estant presents a la casa en el moment de la mort de Reeves, la seva nòvia Leonore Lemmon, William Bliss, l'escriptor Robert Condon i Carol Van Ronkel, que vivia a pocs metres amb el seu marit, el guionista Rip Van Ronkel.
Segons tots els testimonis interrogats i presents a la casa de Reeves, Lemmon i l'actor havien estat menjant i bevent en un restaurant, a la nit, en companyia de Condon, qui estava escrivint una autobiografia per encàrrec per al boxador Archie Moore. Reeves i Lemmon van discutir en el restaurant i el trio va tornar a casa. No obstant això, Lemmon va dir en una entrevista amb el biògraf de Reeves, Jim Beaver, que ella i Reeves no havien menjat i begut amb amics, sinó que havien anat a veure trobades de lluita lliure. Notícies de l'època indiquen que l'amic de Reeves, Gene LeBell participava en les lluites aquella nit —no obstant això LeBell no recordava haver vist a Reeves després de la sessió d'exercicis aquell dia. En qualsevol cas, Reeves se'n va anar al llit, però en algun moment prop de la mitjanit, una festa improvisada va començar quan van arribar Bliss i Carol Van Ronkel. Reeves va baixar i es va queixar aïradament del soroll. Després d'uns moments de tensió es va quedar amb els convidats durant un temps, va prendre un glop i després es va retirar una altra vegada al seu dormitori de mal humor. Els hostes de la casa més tard van escoltar un únic tret. Bliss va córrer al dormitori i va trobar a George Reeves mort, damunt el llit, nu i de cap per amunt, amb els peus al terra. Aquesta posició s'ha atribuït al fet que Reeves estava assegut en la vora del llit quan es va disparar, després el seu cos va caure sobre el llit i la pistola Luger de 9 mm va caure als seus peus.
Les declaracions fetes a la policia i la premsa, essencialment coincideixen. Ni Lemmon ni els altres testimonis es van excusar per la seva tardança a cridar a la policia després d'escoltar el tret. Segons la policia el xoc per la mort de Reeves, l'avançat de l'hora, i el seu estat d'intoxicació podien ser alguns dels motius de la demora. La policia va registrar que tots els testimonis estaven summament embriacs i que havia estat molt difícil obtenir declaracions coherents de cap d'ells.
En articles de notícies contemporanis, Lemmon va atribuir l'aparent suïcidi de Reeves a la depressió causada per la seva fallida carrera i la impossibilitat de trobar altres treballs. Els periòdics i els informes del servei de cable amb freqüència van citar fora de context i van tergiversar el que havia dit el sergent Peterson de la policia de Los Angeles, citant a Lemmon: «Miss Lemmon va dir sense pensar: És ell, probablement va a disparar-se un tret. Aleshores es va escoltar un soroll a dalt i va continuar dient, està obrint un calaix per buscar l'arma. Quan es va escoltar el tret ella va dir: Ho veuen? Ja ho deia jo». No obstant això, aquesta declaració pot haver estat arreglada pels periodistes. Lemmon i els seus amics estaven a baix al moment del tret escoltant música, així que els hagués estat gairebé impossible escoltar un calaix obrint-se en un dormitori del pis de dalt. Lemmon més tard va afirmar que ella mai havia dit res de manera tan específica, sinó que havia comentat de manera casual que probablement anava a disparar-se un tret..
Les declaracions dels testimonis i l'examen de l'escena del crim van portar a la conclusió que la mort havia estat autoinfligida. Una recerca oficial més àmplia va arribar a la conclusió que la mort va ser realment un suïcidi. El testament de Reeves, fet el 1956, llegava tot el seu patrimoni a Toni Mannix, per a sorpresa i devastació de Lemmon, qui va declarar a la premsa: «Toni obté una casa per a caritat, i jo un cor trencat», referint-se a la Fundació Miastenia Gravis.
Una popular llegenda urbana explica que Reeves va morir perquè creia que havia adquirit els poders de Superman i es va matar tractant de volar.

### Controvèrsia
El 16 de juny de 1959, George Reeves va ser trobat mort d'un tret en l'os temporal. El fet va ser catalogat per la policia de Los Angeles com a suïcidi. La mort del popular actor va commocionar al públic, especialment en les circumstàncies en què va ser relatat.
Tot i això, recerques no oficials dutes a terme a petició de la mare de Reeves van demostrar inconsistències en les circumstàncies de la mort de l'actor:
1. L'arma suposadament utilitzada per Reeves no tenia empremtes digitals (ni tan sols les seves)
2. El casquet de la bala va ser trobat sota el cos de l'actor
3. Suposant que ell s'hagués disparat estant assegut, la seva posició i la de l'arma eren difícils d'explicar.
4. Es van trobar dos forats de bala al terra de l'habitació de l'actor, que la seva nòvia, Leonore Lemmon, va atribuir a un tret accidentalment ocasionat per ella aquell mateix dia.

Tanmateix, la policia mai va canviar l'informe oficial.
Moltes persones al moment de la mort de Reeves, i molts més en anys posteriors, han negat la idea que George Reeves es matés a si mateix. Estudiosos de la causa han comentat el fet que no es trobessin residus de pólvora de la pistola en la pell de l'actor, portant-los a creure que l'arma, per tant hauria d'haver estat a diversos centímetres del cap quan es va disparar. Segons professionals forenses els rastres de pólvora només queden en la pell quan l'arma es dispara a diverses polzades de distància, mentre que en una ferida de contacte la pólvora és propulsada a l'interior de la trajectòria de la ferida. Els seguidors de la causa apunten també a l'absència d'empremtes dactilars en l'arma de foc i la falta de les anàlisis de rastres de pólvora del tret a les mans de l'actor com a prova en suport d'una o una altra teoria. No obstant això, segons la policia, l'arma estava massa coberta d'oli com per retenir les empremtes dactilars, i l'anàlisi de residus de tret en la pell no era comunament realitzat pel Departament de Policia de Los Angeles el 1959, per la qual cosa no es poden treure inferències en suport de cap de les teories a partir d'aquests elements per separat.
Sense creure's la versió de suïcidi, la mare de Reeves Helen Bessolo,, va contractar a l'advocat Jerry Geisler, així com l'Agència de detectives Nick Harris. Entre els seus operaris es va incloure a un jove detectiu anomenat Milo Speriglio, que més tard falsament afirmaria haver estat el principal investigador. Per la recerca va ser posposada la cremació del cos de l'actor. Cap nova prova va ser mai descoberta, però la mare de Reeves mai va acceptar la conclusió que el seu fill podria haver comès suïcidi. Cal destacar que també va negar públicament que el seu fill tingués previst casar-se amb Leonore Lemmon, ja que ell no l'hi havia dit mai.
La tesi central de la biografia ficcionada de Reeves, Hollywood Kryptonite, diu que Reeves va ser assassinat per ordre de Toni Mannix com a venjança per la seva ruptura. Això s'il·lustra com un possible escenari en la pel·lícula Hollywoodland inculpant, en última instància, més a Eddie Mannix, que a Toni, encara que la pel·lícula suggereix també que la mort va poder haver estat suïcidi.
Tant Noel Neill com Jack Larson — amics tots dos de l'actor —sostenen que la mort de Reeves va ser misteriosa. Noel Neill va declarar: «Jack i jo mai vam intentar fer que es reobrís el cas de George». «No tinc coneixement que algú volgués veure a George mort. Mai he dit que hagi pensat que George va ser assassinat. Només que no sé què va ser el que va passar. Tot el que sé és que George sempre em semblava feliç, i ho vaig veure dos dies abans de la seva mort i llavors també es veia feliç».
El film Hollywoodland dramatitza la recerca de la mort de Reeves amb les estrelles de cinema Ben Affleck com Reeves i Adrien Brody com el personatge fictici Louis Simo, basat en el detectiu Milo Speriglio. La pel·lícula mostra tres versions de la seva mort: (a) mort semi-accidentalment per Lemmon, (b) assassinat per un sicari sense nom per ordre de Eddie Mannix i, finalment, (c) el suïcidi.
Toni Mannix va sofrir de la Malaltia d'Alzheimer durant anys i va morir el 1983. El 1999, després de la resurrecció del cas als programes de televisió Unsolved Mysteries i Mysteries and Scandals, el publicista Edward Lozzi va afirmar que Toni Mannix havia confessat a un sacerdot catòlic, en presència de Lozzi, que havia estat responsable de la mort de George Reeves. Lozzi va fer pública la seva versió en programes de notícies sensacionalistes com a Extra, Inside Edition, i Court TV. No obstant això l'actor Jack Larson va expressar que per al moment que Lozzi suposadament havia escoltat aquestes declaracions ja la salut mental de Mannix estava deteriorada.

## Filmografia
- Adventures of Superman .... Clark Kent / Superman... (104 episodis, 1951-1958)
- I Love Lucy .... Superman (1 episodi, 1957)
- Westward Ho the Wagons! (1956) ... James Stephen
- Stamp Day for Superman (1954)
- Forever Female (1953)
- D'aquí a l'eternitat (From Here to Eternity) (1953) ... Sgt. Maylon Stark
- The Blue Gardenia (1953) ... Capità Sam Haynes
- Kraft Television Theatre ... Don Richie / ... (TV, 6 episodis, 1949-1952)
- Bugles in the Afternoon (1952)
- Encobridora (Rancho Notorious) (1952)
- Superman and the Mole-Men (1951)
- Lights Out (TV, 2 episodis, 1950-1951)
- Suspens ... Bill Reed / ... (TV, 4 episodis, 1949-1950)
- The Web (TV, 2 episodis, 1950)
- Starlight Theatre (TV, 2 episodis, 1950)
- The Trap (TV, 1 episodi, 1950)
- The Good Humor Man (1950)
- Believe It or Not (1 episodi, 1950)
- The Silver Theater .... Frank Telford (TV, 2 episodis, 1949-1950)
- The Adventures of Sir Galahad (1949) ... Sir Galahad
- The Great Lover (1949)
- Samson and Delilah (1949) ... (missatger ferit)
- The Clock (TV, 2 episodis, 1949)
- Special Agent (1949)
- The Mutineers (1949)
- Jungle Jim (1948)
- Thunder in the Pines (1948)
- Jungle Goddess (1948)
- The Sainted Sisters (1948)
- Champagne for Two (1947)
- Airborne Lifeboat (1945)
- Winged Victory (1944) (com el Sgt. George Reeves)
- Bar 20 (1943)
- The Kansan (1943)
- The Last Will and Testament of Tom Smith (1943)
- Sota Proudly We Hail! (1943) ... Tinent John Summers
- Colt Comrades (1943)
- Leather Burners (1943)
- Buckskin Frontier (1943)
- The Rear Gunner (1943))
- Border Patrol (1943)
- Hoppy Serves a Writ (1943)
- The Mad Martindales (1942)
- Higiene sexual (1942)
- Blue, White and Perfect (1942)
- Man at Large (1941)
- Lydia (1941)
- Throwing a Party (1941)
- Blood and Sand (1941)
- Dead Men Tell (1941)
- The Lady and the Lug (1941)
- La rossa explosiva (The Strawberry Blonde) (1941)
- Meet the Fleet (1940)
- Father Is a Prince (1940)
- Always a Bride (1940)
- Knute Rockne All American (1940)
- Calling All Husbands (1940)
- Argentine Nights (1940)
- Pony Express Days (1940)
- The Man Who Talked Too Much (1940)
- Gambling on the High Seas (1940)
- Torrid Zone (1940)
- Tear Gas Squad (1940)
- Til We Meet Again (1940)
- Or, amor i sang (Virginia City) (1940)
- Calling Philo Vance (1940)
- The Fighting 69th (1940)
- Four Wives (1939)
- Allò que el vent s'endugué (Gone with the Wind) (1939) ... Brent Tarleton
- On Dress Parade (1939)
- Smashing the Money Ring (1939)
- The Monroe Doctrine (1939)
- Espionage Agent (1939)
- Ride, Cowboy, Ride (1939)